# Apamea pallidafasciata
Apamea pallidafasciata là một loài bướm đêm trong họ Noctuidae.